# Zona de riesgo
Zona de riesgo fue una miniserie argentina de Jorge Maestro y Sergio Vainman emitida originalmente en 1992 y 1993 por Canal 13. En total fueron 6 temporadas, de 13 capítulos cada una, donde se abordaban temas como la drogadicción, homosexualidad, corrupción, infidelidad, entre otros.

## Sinopsis
Roberto y Julián trabajan en una empresa exportadora y desde hace años vienen realizando negocios corruptos dentro de la misma. Roberto (Rodolfo Ranni) es adicto al trabajo, está divorciado y pretende tomarse las primeras vacaciones en muchos años junto a su novia. Por su parte Julián, (Gerardo Romano) es un drogadicto violento que golpea a su mujer (Esther Goris).
El problema se desata cuando Roberto es nombrado director general de la empresa, generando envidia y miedo en Julián, ya que teme ser delatado por el mismo Roberto, que ahora es su jefe. Desde ese momento Julián se sentirá desplazado e intentará por todos los medios vengarse de Roberto, quien a su vez será seducido a escondidas por la esposa de su enemigo.

## Elenco
- Rodolfo Ranni
- Gerardo Romano
- Lito Cruz
- Carolina Papaleo
- Julio Chávez
- Darío Grandinetti
- Ana María Picchio
- Lorenzo Quinteros
- Esther Goris
- Mirta Busnelli
- Héctor Bidonde
- Horacio Peña
- Jorge Schubert
- Carolina Fal
- Diego Peretti
- Adrián Yospe
- Alejandro Fiore
- Ámbar La Fox
- Fernán Mirás
- Cristina Banegas
- Roberto Antier
- Virginia Innocenti

## Premios

### Premio Martín Fierro 1992
- Mejor unitario y/o miniserie
- Mejor guion: Jorge Maestro y Sergio Vainman
- Mejor actor: Gerardo Romano
- Nominación: Mejor actor de reparto (Lorenzo Quinteros)
- Nominación: Mejor actriz de reparto (Carolina Fal)